# Юнгхунія
Юнгхунія (Junghuhnia) — рід грибів родини Phanerochaetaceae. Назва вперше опублікована 1842 року.

## Поширення та середовище існування
В Україні зростають:
- Junghuhnia collabens — юнгхунія зімнята[7]
- Junghuhnia nitida — юнгхунія блискуча[8]

## Гелерея

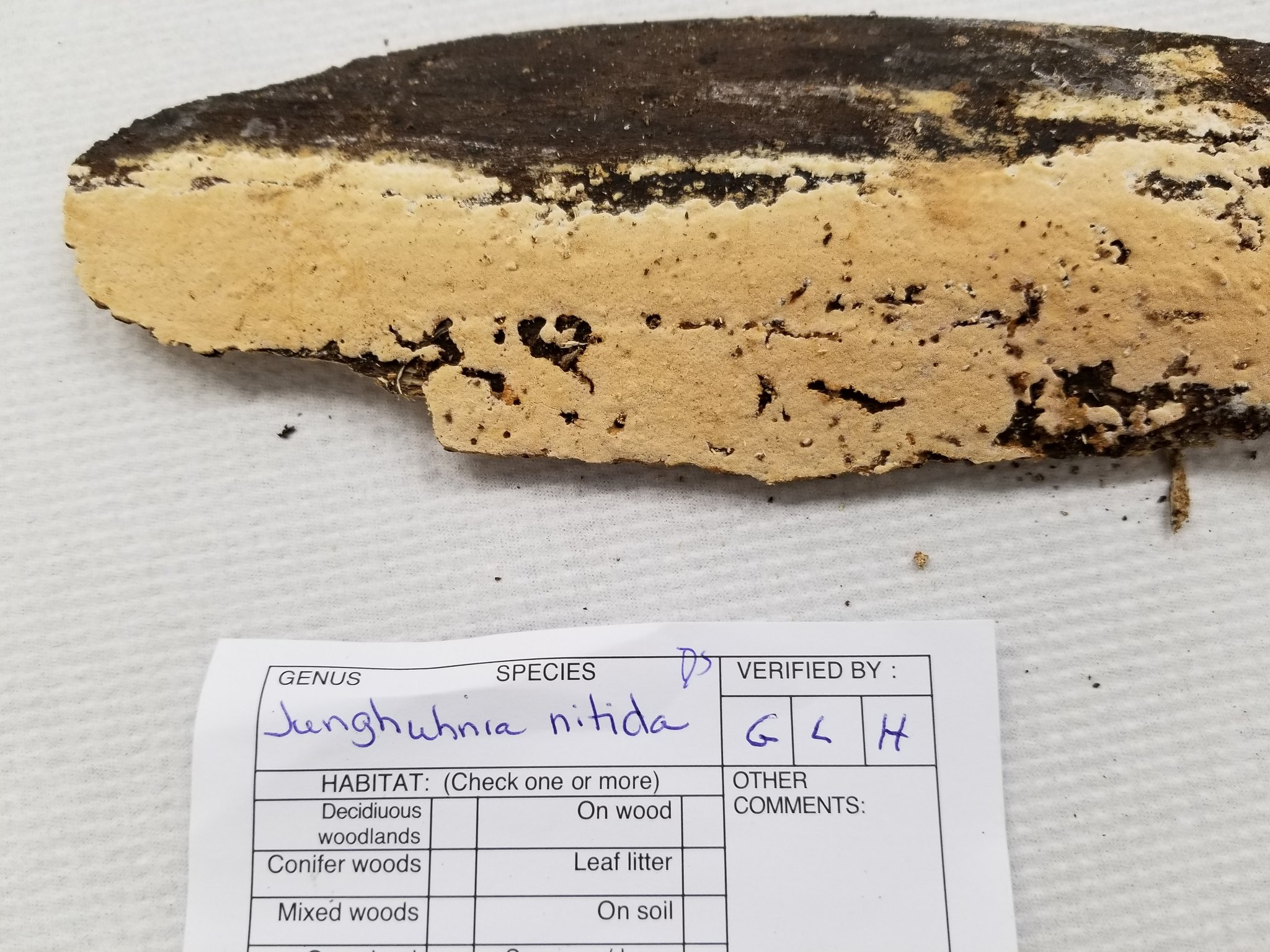
Junghuhnia nitida
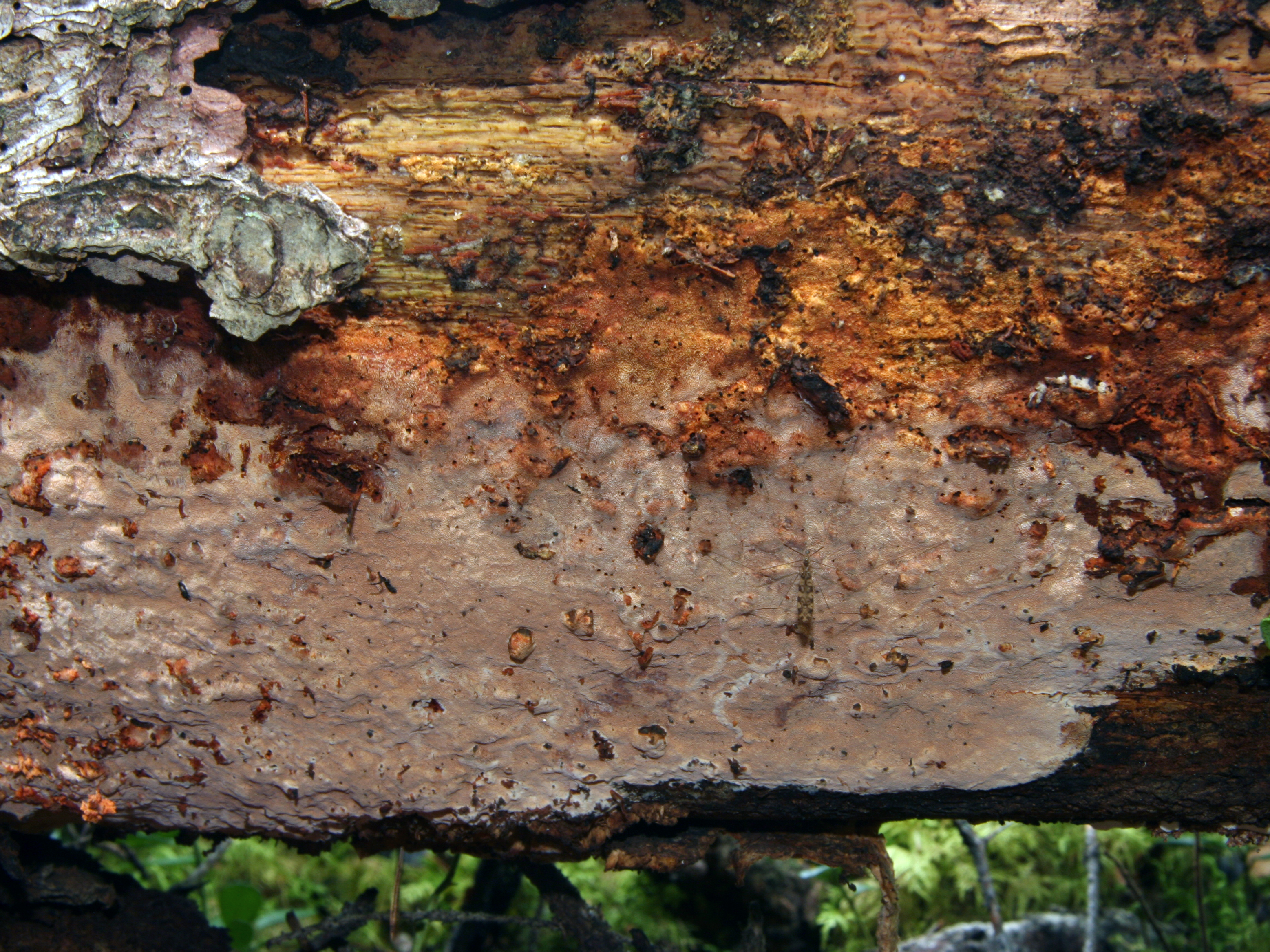
Junghuhnia collabens